# 피바다 학생 전문공작소
피바다 학생 전문공작소는 1990년대에 존재했던 대한민국의 웹사이트이다. 웹 아티스트이자 디자이너인 조경규와 당시 고등학생이었던 바다 이 두 사람에 의해 꾸려진 사이트이다. 이들은 1992년 피바다학생회를 결성하여 오프라인으로 작품활동을 하다가 1996년 무렵 온라인에 공개하였다. 대한민국의 초기 인터넷 문화를 대표하는 웹사이트로 컬트적 인기를 모았으나, 당시 정보통신윤리회의 검열에 따라 "폭력적인 사진및 게시물을 게재함으로써 일반 국민의 정서에 반한다"는 이유로 웹사이트를 폐쇄당했다. 폐쇄후 몇 차례의 부침을 거쳐 사이트를 재개장하기도 하였으나, 1990년대 후반 웹의 확장및 인터넷의 대중화, 국민의 정부 등장으로 인한 정치적 긴장의 완화등 웹 환경과 사회적 분위기가 바뀌면서 예전만큼의 큰 반향을 일으키지는 못한 채 사라졌다. 현재 조경규는 웹 디자이너겸 아티스트로 활동하고 있으나, 바다는 일체의 활동을 중단하였다. 현재 인터넷상에서는 전성기 때의 웹사이트 흔적을 전혀 찾아볼 수 없다.

## 사이트 구성및 주요 콘텐츠
사이트에 게재된 대부분의 콘텐츠는 오프라인으로 제작한 만화나 그림 등을 게재하거나 연재하는 형식으로 구성되었다. 인체의 폭력적 파괴나 해체등을 다룬 내용이 많았기 때문에 정보통신윤리위원회의 재제이유가 되었으나, 강제적인 폐쇄조치가 있기 전에 사이트 메인화면에 정보위로부터 경고를 받은 사실을 공지해 놓기도 하였다. 좀 모자라지만 불사의 몸을 가진 채 태어난 외계인 왕자 "난조"를 주인공으로 한 "외계인 난조"는 사이트 폐쇄 후에도 후속 페이지 등에서 연재되어 모바일 게임 등으로 제작되기도 하였다.

## 관련 저서
- 《피바다학생작품집 1》